# Edvard Isak Hambro Bull

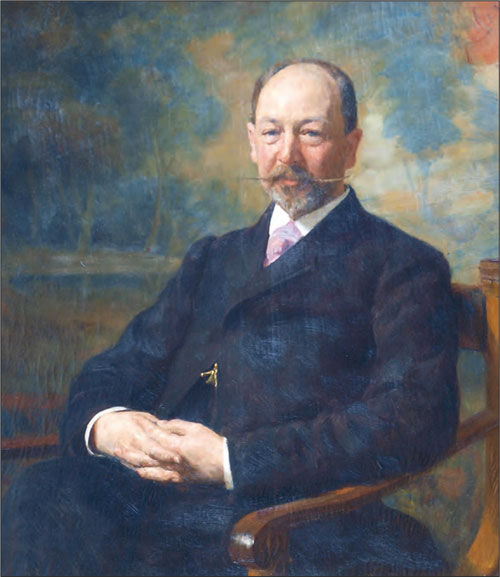
Edvard Isak Hambro Bull
(Erik Werenskiold)

Edvard Isak Hambro Bull, född den 30 juni 1845 i Bergen, död den 5 juni 1925, var en norsk läkare av trøndersläkten Bull. Han var far till historikern Edvard Bull den äldre och till litteraturhistorikern Francis Bull.  
Bull, som sedan 1870 var praktiserande läkare i Kristiania,  var på 1880-talet överläkare vid den ena av rikshospitalets medicinska avdelningar. 1875 blev han medicine doktor efter att ha försvarat avhandlingen Kliniske studier over kronisk morbus Brightii.
Trots sin stora praktik fann han tid att bearbeta sina iakttagelser i en rad högt ansedda vetenskapliga uppsatser (i norska, danska och tyska facktidskrifter) och utgav även ett antal böcker, dels strängt vetenskapliga, dels mera populära.   
Bland de förstnämnda är En fremstilling af hovedtrækkene i de brightske sygdommes behandling (1883) och Om vore fødemidler og vor levemaade i deres forhold til ernærings- og fordøielsesforstyrrelser (1886), bland de sistnämnda Om kvindens helbred (1886) och Om hysteri (1889).
Intryck från sina resor återgav Bull i korrespondanser till "Morgenbladet", av vilka några samlades i bokform under titlarna Breve fra en ældre herre (1900) och Fra Alperne og Provence (1901). Såväl 1879 som 1880 avslog han kallelse till Uppsala som professor i klinisk medicin.